# 山田清機
山田 清機（やまだ せいき、1963年 - ）は、日本のノンフィクション作家。

## 人物・来歴
富山県黒部市生まれ。神奈川県立多摩高等学校卒業後、早稲田大学第二文学部中退を経て、早稲田大学政治経済学部経済学科卒業。新日本製鐵、徳間書店勤務を経て独立。この間、造園業やデパートの派遣店員など様々な職業を経験する。東洋経済新報社主催の第8回高橋亀吉賞に入選。
著書「東京タクシードライバー」は第13回新潮ドキュメント賞候補作。

## 著書
- 『卵でピカソを買った男 「エッグ・キング」伊勢彦信の成功法則』実業之日本社, 2005.6
- 『青春支援企業 ドリームインキュベータは挑戦する』プレジデント社, 2007.3
- 『中国ビジネスは俺にまかせろ 上海の鉄人28号古林恒雄』朝日新聞出版, 2011.2
- 『東京タクシードライバー』朝日新聞出版, 2014.2 のち文庫
- 『東京湾岸畸人伝』朝日新聞出版, 2015.12 「不器用な人生」朝日文庫 2019
- 『伝説の保育士のりこ先生の魔法のことば』プレジデント社, 2016.2
- 『パラアスリート』PHP研究所, 2019.12
- 『寿町のひとびと』朝日新聞出版, 2020.10

### 共著
- 『キヤノン』(出版文化社新書. リーディング・カンパニーシリーズ) 勝見明, 麻倉怜土共著 2008.3
- 『JFEスチール』(出版文化社新書. リーディング・カンパニーシリーズ) 一柳正紀, 山口敦共著. 2008.11

### 翻訳
- ズディニェク・スヴィエラーク『ダーク・ブルー この空に君を想う』編訳 (角川文庫) 2002.9